# Pisinna subrufa
Pisinna subrufa is een slakkensoort uit de familie van de Anabathridae. De wetenschappelijke naam van de soort is voor het eerst geldig gepubliceerd in 1937 door Powell.